# 판창장
판창장(중국어 간체자: 潘长江, 정체자: 潘長江, 병음: Pān Chángjīang, 한자음: 번장강, 1957년 7월 1일 ~ )은 중국의 배우, 텔레비전 배우이다. 헤이룽장성 무단장시 둥닝현에서 태어났다.

## 방송
- 수호지의 무송
- 종규전설
- 소림사전기 1

## 영화
- 수호지의 무송 (2013년)
- 종규전설 (2012년)
- 거기수래 2：추격아다환 (2010년)
- 용봉점 (2010년)
- 향아개포 (2007년)
- 거기수래! (2005년)